# Chico Batera
Francisco José Tavares de Souza, mais conhecido como Chico Batera (Rio de Janeiro, 8 de Abril de 1943) é um percussionista, baterista e compositor brasileiro.

## Biografia
Nascido em Madureira, antes de iniciar a carreira profissional aos dezessete anos, tomou contato com a percussão na Escola de Samba Império Serrano. Tempos depois, a partir de 1960, se apresentava como baterista na boate Night and Day, na Cinelândia, e no Beco das Garrafas, acompanhando artistas como Johnny Alf, Bossa Três e Sergio Mendes, com quem viajou pela primeira vez para os Estados Unidos.
Integrou, junto com Jorge Ben, Sergio Mendes, Tião Neto, Rosinha de Valença e Wanda Sá, o grupo chamado "Brasil 65", em missão cultural que rodou as universidades dos EUA tocando música brasileira.
De volta ao Brasil, tocou ao lado de Tenório Jr., Victor Assis Brasil, Luiz Carlos Vinhas, J. T. Meirelles, Dom Salvador, Sérgio Barrozo, além de fazer parte do Trio 3-D.
Em 1966, participou de um festival de jazz em Berlim, como integrante do Conjunto Folclore, Samba e Bossa Nova, culminando na gravação de um LP na capital Alemã.
Durante o período que passou em Los Angeles, conviveu com o Jazz e a música latina, e investiu cada vez mais na percussão tocando instrumentos como frigideira, tamanco, tímpano, sinos chineses, chaves, badalos, triângulo, queixada, caxixi e vibrafone. Nos EUA, gravou com grandes nomes da música como Frank Sinatra, Gerald Wilson, Ella Fitzgerald, Tom Jobim, Joni Mitchell e Quincy Jones, e participou de trilhas sonoras de filmes hollyoodianos com Michel Legrand e Dave Grusin.
Depois de gravar com João Gilberto o LP João Gilberto en Mexico, retornou ao Brasil em 1971, desta vez em definitivo, participando do registro do LP …e deixa o relógio andar do pianista Osmar Milito.
Participou, em 1974, da gravação do LP Elis & Tom, dueto de Elis Regina e Tom Jobim, nos estúdios da MGM, em Los Angeles (EUA).
Acompanhou em gravações e shows artistas como Cat Stevens, The Doors (Full Circle) Beth Carvalho, Som Imaginário, O Terço, Gal Costa, Francis Hime, Ivan Lins, Fagner, Milton Nascimento, João Bosco, MPB-4, Martinho da Vila, Gilberto Gil, Edu Lobo, Raul Seixas, Djavan, Wilson Simonal, Simone, entre outros.
Tem sete discos autorais lançados. O último, cujo título é Lume, foi gravado em 2006 e contou com a participação de Chico Buarque, com quem toca desde 1978, na música "Iracema".
Além de músico é organizador da Oficina Brasileira de Percussão, que trabalha com crianças e adolescentes do Complexo da Maré, com o intuito de mostrar os rudimentos da técnica e da teoria musical, além da prática de novas e bem sucedidas metodologias.
Em 2017, sai o documentário “Na batucada da vida”, sobre a trajetória artística de Chico Batera.
No final de 2023, lança seu primeiro livro “Chico Batera: Memórias de um músico brasileiro”, pela editora Niterói Livros.

## Discografia
- Ha Ha Ha (1977 - Som Livre LP)
- Uno mundo (1978 - Som Livre LP)
- Ritmo (1979 - Som Livre LP)
- Cabana Cocktail [1989 - Luminamusic (Londres) LP]
- Dia/noite (1995 - Albatroz/Sony Music CD)
- Salsa com Alma (1997 - Milan/BMG CD)
- Lume (2006 - Biscoito Fino CD)